# Ефект Унру
Ефект Унру — гіпотетичне явище виникнення планківського теплового випромінювання в системі відліку, що прискорюється, за відсутності цього випромінювання в інерціальній системі відліку. Іншими словами, спостерігач, що прискорюється, побачить фон випромінювання навколо себе, навіть якщо нерухомий спостерігач не бачить нічого.
Основний квантовий стан (вакуум) в нерухомій системі переходить в стан термодинамічної рівноваги в системі відліку, що прискорюється. Ефект був теоретично передбачений в 1976 році Біллом Унру з Університету Британської Колумбії. Враховуючи принцип еквівалентності, випромінювання Унру можна вважати аналогом випромінювання Гокінга. При рівноприскореному русі позаду тіла, що прискорюється, також виникає горизонт подій.
Унру показав, що поняття вакууму залежить від того, як спостерігач рухається крізь простір-час. Якщо навколо нерухомого спостерігача знаходиться тільки вакуум, то спостерігач, що прискорюється, побачить навколо себе багато частинок, що знаходяться в термодинамічній рівновазі, тобто теплий газ. Ефект Унру справив переворот в розумінні слова вакуум, оскільки тепер можна говорити про вакуум тільки щодо якогось об'єкта.
За сучасними визначеннями, поняття вакуум — не те ж саме, що і порожній простір, оскільки весь простір заповнений квантованими полями. Вакуум — це найпростіший, або найнижчий із можливих станів. Енергетичні рівні будь-якого квантованого поля залежать від гамільтоніана, який, у свою чергу, залежить від координат, імпульсів та часу. Відповідно до спеціальної теорії відносності, два спостерігачі, рухаючись назустріч, повинні використовувати різні тимчасові координати. Тому гамільтоніан, а отже й поняття вакууму, залежить від системи відліку.
Як відомо, кількість частинок є власним значенням оператора, залежного від операторів народження та знищення.
Перед тим, як визначити оператори народження і знищення, потрібно розкласти вільне поле на позитивні та негативні частотні компоненти. А це можна зробити тільки в просторах з часово-подібним вектором Кіллінга. Розклад буде різним у декартових та ріндлерових координатах, попри те що вони зв'язані перетворенням Боголюбова. Саме тому кількість частинок залежить від системи відліку.
Ефект Унру пояснює випромінювання Гокінга в іграшковій моделі.

## Чисельне значення
Температура спостережуваного випромінювання Унру виражається тією ж формулою, що і температура випромінювання Гокінга, але залежить не від поверхневої гравітації, а від прискорення системи відліку а:
{\displaystyle T={\frac {\hbar a}{2\pi k_{B}c}}},
де {\displaystyle \hbar } — зведена стала Планка, {\displaystyle k_{B}} — стала Больцмана, {\displaystyle c} — швидкість світла.
Так, температура вакууму в системі координат частинки, що рухається в умовах тяжіння Землі з прискоренням 9,81 м/с дорівнює 4×10−20 К. Для експериментальної перевірки ефекта Унру планується досягти прискорення частинок 1026 м/с², що відповідає температурам близько 400 тис. K
Ефект Унру також спричиняє за собою зміну швидкості розпаду прискорених частинок відносно частинок, що рухаються за інерцією. Стабільні частинки такі, як протон, набувають скінченний час розпаду.